# Municipio de Isanti
El municipio de Isanti (en inglés: Isanti Township) es un municipio ubicado en el condado de Isanti en el estado estadounidense de Minnesota. En el año 2010 tenía una población de 2313 habitantes y una densidad poblacional de 31,52 personas por km².

## Geografía
El municipio de Isanti se encuentra ubicado en las coordenadas 45°30′46″N 93°11′17″O / 45.51278, -93.18806. Según la Oficina del Censo de los Estados Unidos, el municipio tiene una superficie total de 73.38 km², de la cual 70,72 km² corresponden a tierra firme y (3,62 %) 2,66 km² es agua.

## Demografía
Según el censo de 2010, había 2313 personas residiendo en el municipio de Isanti. La densidad de población era de 31,52 hab./km². De los 2313 habitantes, el municipio de Isanti estaba compuesto por el 96,71 % blancos, el 0,56 % eran afroamericanos, el 0,69 % eran amerindios, el 0,65 % eran asiáticos, el 0,39 % eran de otras razas y el 0,99 % eran de una mezcla de razas. Del total de la población el 1,64 % eran hispanos o latinos de cualquier raza.